# Dom Sue Ryder w Bydgoszczy

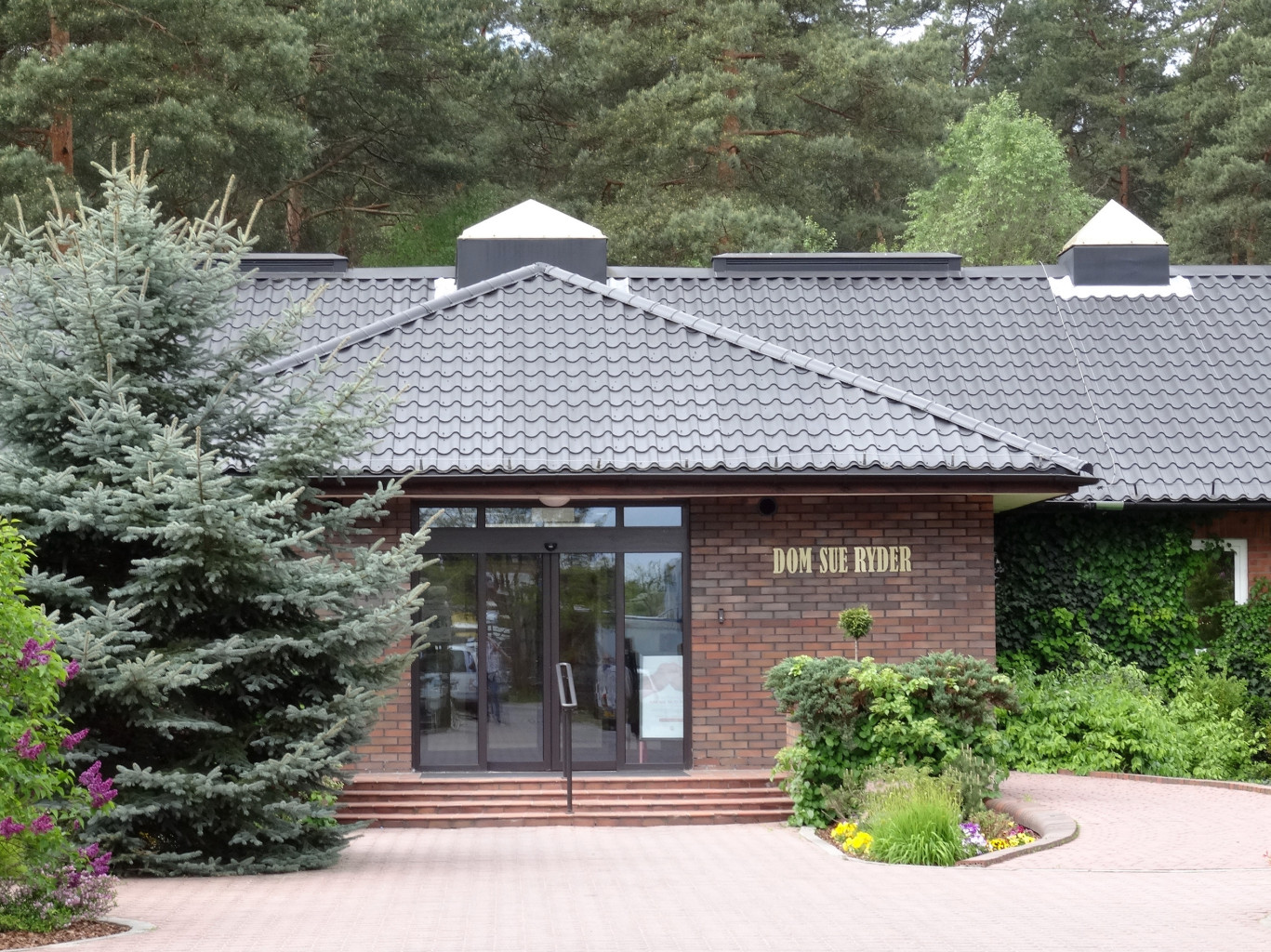
Wejście

NZOZ Dom Sue Ryder – zakład opieki zdrowotnej, zajmujący się głównie opieką paliatywną w Bydgoszczy położony przy Centrum Onkologii, w dzielnicy Fordon. Powstał dzięki angielskiej fundacji Sue Ryder.

## Charakterystyka
Placówka zajmuje się opieką paliatywną: domową (wizyty w domu pacjenta), stacjonarną na Oddziale Opieki Paliatywnej, opieką dzienną oraz oferuje usługi poradni specjalistycznych. Obiekt położony jest w pawilonie rozlokowanym na zalesionym terenie w pobliżu Centrum Onkologii im. prof. Franciszka Łukaszczyka w Bydgoszczy.
Dom Sue Ryder średnio rocznie obejmuje opieką ponad 5 tys. pacjentów z Bydgoszczy i regionu. Placówka przez całą dobę udziela świadczeń medycznych dorosłym i dzieciom, które wymagają specjalistycznej opieki paliatywnej, psychogeriatrycznej, długoterminowej, rehabilitacyjnej, ambulatoryjnej, logopedycznej, przeciwbólowej oraz leczenia żywieniowego, a także pomocy z powodu osierocenia lub trudnej sytuacji ekonomicznej. Funkcjonuje również wypożyczalnia sprzętu rehabilitacyjnego i medycznego.
W placówce prowadzona jest także działalność dydaktyczna dla studentów w ramach Szkoły Medycyny Paliatywnej. Pracę kadry zawodowej (150 osób) wspiera około 70 wolontariuszy, na Oddziale Opieki Paliatywnej, Oddziale Dziennym Paliatywnym oraz Oddziale Psychiatrycznym Geriatrycznym.
Placówka należy do organizacji pożytku publicznego. Formami pomocy finansowej są m.in. przekazywanie 1% podatku dochodowego, wolontariat lub darowizny.
Organem tworzącym dla placówki był samorząd województwa kujawsko-pomorskiego, a od 2010 roku – spółka pracownicza „Pallmed” w Osielsku.

## Historia
Placówka powstała dzięki pomocy angielskiej fundacji Sue Ryder. Inicjatorką powstania miejsc, których misją było niesienie pomocy potrzebującym i schorowanym ludziom była Margaret Susan Ryder. Lady Ryder już w 1962 r. pomogła bydgoskiemu lecznictwu finansując budowę pawilonu przy Szpitalu Ogólnym nr 1 im. A. Jurasza, gdzie powstał pierwszy w województwie oddział onkologiczny. W 1994 r. gdy otwierano Regionalne Centrum Onkologii, rozważano przeniesienie w jego sąsiedztwo starego pawilonu onkologicznego, który miał służyć jako hotel da pacjentów zamiejscowych. Fundacja Sue Ryder zgodziła się jednak współfinansować budowę nowego pawilonu, który otwarto w lipcu 1995 r. Organizatorem i pierwszym ordynatorem 24-łóżkowego oddziału opieki paliatywnej był dr Andrzej Stachowiak. Pierwsi pacjenci zgłosili się w czerwcu 1996 r. na nowo otwartym 24-łóżkowym Oddziale Opieki Paliatywnej. Z uwagi na sąsiedztwo szpitala onkologicznego, chorzy mieli zapewniony dostęp do konsultacji lekarskich, badań i opieki pielęgniarskiej. W 1997 r. z inicjatywy pracowników i sympatyków Domu Sue Ryder powstało Bydgoskie Towarzystwo Opieki Paliatywnej, które pozyskiwało darczyńców i zorganizowało ośrodek szkoleniowy z zakresu medycyny paliatywnej dla lekarzy i pielęgniarek (w latach 2001-2002 kursy ogólnopolskie).
W 2000 r. Dom Sue Ryder usamodzielnił się pod nazwą Regionalny Zakład Opieki Paliatywnej – Dom Sue Ryder w Bydgoszczy. Podobnie jak w Hospicjum im. Ks. Jerzego Popiełuszki obok oddziału stacjonarnego utworzono Zespół Opieki Domowej, z którego korzystało ok. 200 chorych. W 2001 r. uruchomiono Poradnię Psychogeriatryczną, a 2003 r. pierwszy w Polsce Zespół Domowego Leczenia Respiratorem, którego działalność wykroczyła daleko poza region kujawsko-pomorski. W 2005 r. zbudowano Oddział Dzienny dzięki wsparciu unijnemu i fundacji Sue Ryder, Zakład Opiekuńczo–Leczniczy oraz pierwsze w regionie Centrum Psychoneurologii Wieku Podeszłego dla pacjentów z zaburzeniami pamięci i chorobą Parkinsona. W 2006 r. otwarto Hospicjum dla Dzieci z zaawansowanymi chorobami onkologicznymi i neurologicznymi. W 2007 r. otwarto filię hospicjum domowego w Żninie, z usług której korzysta kilkudziesięciu pacjentów, Poradnię Leczenia Bólu, Zespół Leczenia Środowiskowego oraz zawarto umowę z hospicjum St. John’s w Bedford w Anglii w celu wymiany kadr i prowadzenia badań naukowych. Natomiast w 2008 r. w Solcu Kujawskim zorganizowano Międzynarodowy Ośrodek Edukacyjno-Naukowy im. Sue Ryder, którego celem jest koordynacja badań naukowych i edukacji oraz wdrażanie nowych form opieki paliatywnej. W 2009 r. działalnością hospicjum domowego objęto dodatkowo gminy: Mogilno i Dąbrowa
Od 1 lipca 2010 r. zgodnie z uchwałą Sejmiku Województwa Kujawsko-Pomorskiego następcą prawnym Regionalnego Zespołu Opieki Paliatywnej – Dom Sue Ryder została spółka pracownicza „Pallmed” z Osielska i utworzony przez nią NZOZ Dom Sue Ryder.
W 2014 r. Hospicjum Domowe dla Dzieci sprawowało opiekę lekarsko-pielęgniarską nad ok. 30 pacjentami do 18 roku życia oraz młodymi dorosłymi, którzy ukończyli 18 rok życia, a w Zespole Opieki Domowej w Bydgoszczy pod opieką było ok. 1000 pacjentów.

### Nazwy
- 1995-2000 – Dom Sue Ryder w ramach Centrum Onkologii w Bydgoszczy
- 2000-2010 – Regionalny Zespół Opieki Paliatywnej – Dom Sue Ryder w Bydgoszczy
- od 2010 – Niepubliczny Zakład Opieki Zdrowotnej Dom Sue Ryder

## Struktura organizacyjna
Dom Sue Ryder posiada jednostki rozlokowane w okolicach Bydgoszczy. Sekretariat administracyjny i medyczny znajduje się w Osielsku, oddziały, centra medyczne, poradnie, zakłady medyczne i naukowe w Bydgoszczy przy ul. Roentgena, hospicjum domowe w Żninie i wypożyczalnię sprzętu medycznego w Solcu Kujawskim.
Jednostki opieki medycznej:
- Opieka paliatywna
  - Oddział Opieki Paliatywnej – świadczy całodobową opiekę stacjonarną (20 łóżek)
  - Poradnia Medycyny Paliatywnej
  - Zespół Opieki Domowej – pracownicy medyczni odwiedzają średnio miesięcznie ponad 280 pacjentów w ich domach na terenie Bydgoszczy i w okolicach (w promieniu 70 km)
  - Hospicjum domowe w Żninie
  - Hospicjum Domowe dla Dzieci – opiekuje się dziećmi z chorobami nowotworowymi, z zespołami wad wrodzonych, ciężkimi postaciami porażenia mózgowego, a także z postępującymi chorobami metabolicznymi i neurologicznymi
  - Oddział Dzienny Paliatywny
- Zakład Opiekuńczo-Leczniczy – opiekuje się pacjentami w stanie wegetatywnym, którzy doznali ciężkiego uszkodzenia mózgu (4 łóżka)
- Centrum Psychoneurologii Wieku Podeszłego
  - Poradnia Choroby Parkinsona i Schorzeń Układu Pozapiramidowego
  - Poradnia Psychogeriatryczna i Leczenia Zaburzeń Pamięci
  - Oddział Dzienny Psychiatryczny Geriatryczny
  - Zespół Leczenia Środowiskowego
  - Ośrodek Alzheimerowski
- Zespół Domowego Leczenia Respiratorem – opiekuje się pacjentami, którzy wymagają oddychania przy pomocy respiratora na terenie prawie całej Polski (13 województw)
- Poradnie specjalistyczne
  - Poradnia Logopedyczna
  - Poradnia Leczenia Bólu
  - Leczenie Żywieniowe – żywienie dojelitowe i pozajelitowe w warunkach domowych
  - Pracownia Fizjoterapii
  - Poradnia dla Osób Osieroconych

## Działalność naukowa
W strukturze placówki znajduje się Dział Badań Naukowych, który prowadzi badania kliniczne m.in. w zakresie nowych metod leczenia w walce z bólem, w chorobach wieku podeszłego, psychogeriatrii, depresji itd. Współpracuje z pozostałymi jednostkami Domu Sue Ryder (Centrum Psychoneurologii Wieku Podeszłego, Poradnią Leczenia Bólu, Poradnią Medycyny Paliatywnej, Oddziałem Opieki Paliatywnej, Zespołem Opieki Domowej) oraz Uniwersytetami Medycznymi (Bydgoszcz, Łódź, Kraków, Poznań), szpitalami (Szpital Miejski w Bydgoszczy, Wojewódzki Szpital dla Nerwowo i Psychicznie Chorych w Świeciu, Szpital Bonifratrów w Łodzi, Szpital Specjalistyczny w Chorzowie) i innymi jednostkami
W placówce powstało również Centrum Edukacji, które w 2000 roku otrzymało akredytację Ministerstwa Zdrowia na prowadzenie specjalizacji i kursów specjalistycznych z medycyny paliatywnej.